# GROOVER (眼鏡)
GROOVER（グルーヴァー）は、メガネナカジマ（神奈川県）のプライベートブランドとしてスタートした日本のアイウェアブランドである。
デザイナーは中島正貴。

## 解説
メガネナカジマは自社メガネ生産工場「GYARD（ジーヤード）」を擁し、日本製における最高品質のメガネを生産し国内外で展開している。
東京の伝統的なメガネ作りを継承した「GYARD」は、100年以上前に日本のメガネ産地である福井県鯖江市にメガネ作りを教えた、東京と大阪のメガネ職人達の流れを汲む。現在、関東近郊でメガネ作りをしている工場はなく、伝統製法を唯一継承したメガネ工場として知られる。
職人たちのハンドカットと研磨技術は鯖江産のメガネを凌ぐとの呼び声高く、日本よりも海外での評価が圧倒的に高い。
デザインの特徴はユニークで、羽をモチーフとした飾りがどのモデルにもあしらわれる。ヘリテージファッションマガジン「CLUTCH Magazine」でピックアップされることが多かったり、本物を追求する各ジャンルのクラフトマン達がこぞって愛用することから、ヴィンテージアイウェアからインスパイアされたデザインが多いと思われている。しかし、GROOVERに似たヴィンテージアイウェアは殆ど無く、デザイナー中島正貴氏による超個性的なコレクションとなっているのが特徴。
メガネ店から発信されたブランドだけに、奇抜なデザインながらも掛けやすいというインプレッションが多い。また掛けた時に意外と変じゃないというコメントも多く見られる。そんな中島正貴氏の活動は経済誌「Forbes」のウェブサイト版でも特集され、メガネ業界とは違った方面から注目を集めることが多い。2019年には香港の有力経済新聞「香港経済日報」の一面で特集される。メガネ店・メガネブランド・メガネ工場の運営の他に、2015年から香港のアイウェアマガジン「V.MAGAZINE」の発行権を獲得。ネコ・パブリッシングから「V.MAGAZINE JAPAN」を創刊する。メガネ誌のインタビューで「メガネ以外のことはしない」と回答している。本人は無類のNBAファンである。
日本ではあまり知られていないが、香港・韓国・台湾を始めとしたアジア諸国とアメリカ・カナダでの人気は高く、アジア各国のメガネ店ではサイン会が開かれるほど。またアメリカ国内でもハリウッド俳優やAvichii(アヴィーチー)・A.S.A.P Mobなどミュージシャンからの支持は厚い。
2021年2月24日に放映されたテレビ朝日ドラマ「相棒19」の第17話「右京の眼鏡」の撮影がGYARDにて行われる。
2018年に放送された土屋太鳳主演のTBSドラマ「チアダン」でも、土屋太鳳が扮する藤谷わかばの実家のメガネ工場としてGYARDがロケ地として使われる。
東京・神奈川・千葉・埼玉など首都圏で眼鏡工場を有するところが無いため、眼鏡工場の撮影地としてGYARDが使われることが多い。

## 歴史
- 2005年：メガネナカジマのプライベートブランドとしてスタート
- 2011年：日本を始めアジアへのグローバル展開を開始し、現在はアメリカ・ヨーロッパを含め全10カ国で展開
- 2016年：アイウェア・オブ・ザ・イヤーを受賞
- 2018年：メガネ大賞を受賞[9]

## 主なモデル
- FRANKEN（フランケン）
- GOROUND（ゴーラウンド）
2018年のメガネ大賞を受賞
- KENSINGTON（ケンジントン）
- LIVEINGSTONE（リヴィングストン）